# Erkan Petekkaya
Erkan Petekkaya (Turquía, 11 de diciembre de 1970) es un actor turco de cine y televisión. Es mayormente conocido por protagonizar series como Paramparça y Mar de Amores.

## Biografía
Nació el 11 de diciembre de 1970 en Elazığ, Turquía. 
Erkan Petekkaya asistió a la escuela primaria Mehmet Karamancı y luego estudió en la escuela secundaria Bostancı y Fenerbahçe. En 1989, entró a estudiar teatro en el Conservatorio Estatal de la Universidad de Anatolia. Se graduó en 1993 y, durante los doce años siguientes se desempeñó como actor permanente del teatro de la ciudad de Diyarbakır.
En 2017, Erkan Petekkaya viajó a Los Ángeles con la ayuda de Fox TV firmó un contrato con "Karga Seven Pictures", por el que se afirmó que el actor ganó 10 millones de liras al año. Allí el actor conoció la empresa de gestión CAA, que incluye a Robert de Niro, George Clooney, Tom Cruise y Brad Pitt entre otros. El actor permaneció en Los Ángeles durante 2 meses para adoptar la pronunciación del idioma y la cultura de Hollywood. Se resalta que es la primera vez que un artista en Turquía tiene tal oportunidad para un acuerdo internacional.

## Carrera profesional
Su debut en televisión tuvo lugar en 1998, en la serie Güzel Günler y en 1999 apareció en la serie Aynalı Tahir. Desde entonces, ha aparecido y protagonizado diversas series de televisión como Aşkına Bandit, Bedel, Japonyali Gelin y Sersen, entre otras. 
Uno de sus papeles más reconocidos es el de Ali Akarsu en Mar de Amores (2010-2012), un padre con una personalidad muy despiadada que luego lamenta todas sus acciones. Del mismo modo, tuvo mucho éxito protagonizando la serie 'Dila Hanım (2012-2013) en la que interpreta a Riza Bey.
En el año 2014, Petekkaya fue uno de los protagonistas de la exitosa serie turca Paramparça, donde interpretó a Cihan Gürpınar, un personaje con el que destacó. 
En los años siguientes, siguió protagonizando diversas series como Kayıt Dışı, Vurgun y Gel Dese Aşk y películas como Hayati Tehlike, Deliler y Kapan.
Entre 2020 y 2021, Erkan Petekkaya participó en la serie La Habitación Roja. Debido al éxito de su personaje,  participó en la serie Mi hogar, mi destino.

## Vida privada
En el año 2003 se casó con Didem Petekkaya (adquirió el apellido de Erkan Petekkaya a través del matrimonio). Un año después, en 2004, nació su hijo al que llamaron Cem Cano Petekkaya.

## Filmografía

### Televisión
| Año       | Título                | Personaje                      | Nota(s)          |
| --------- | --------------------- | ------------------------------ | ---------------- |
| 1998      | Güzel Günler          | Talat                          |                  |
| 1998      | Aynalı Tahir          | Kadir                          |                  |
| 2001      | Aşkına Eşkiya         | Sadocan                        |                  |
| 2003      | Bedel                 |                                |                  |
| 2003      | Taştan Kalp           | İsmail                         |                  |
| 2003      | Japonyalı Gelin       | Ömer                           |                  |
| 2003      | Serseri               | Bülent                         |                  |
| 2005      | Beyaz Gelincik        | Ömer Aslanbaş                  |                  |
| 2005      | Köpek                 | Yılmaz                         |                  |
| 2007      | Sessiz Fırtına        | Yiğit Sancaktar                |                  |
| 2008-2009 | Sonbahar              | Galip Türker                   |                  |
| 2009      | Bahar Dalları         | Balıkçı                        |                  |
| 2009      |                       |                                |                  |
| 2010      | Hanımeli Sokağı       | Osman                          |                  |
| 2010-2012 | Mar de Amores         | Ali Akarsu                     | Protagonista     |
| 2012-2014 | Dila Hanım            | Rıza Selamoğlu                 | Protagonista     |
| 2013      | Benim Hala Umudum Var | Erkan                          | Actor de reparto |
| 2014-2017 | Paramparça            | Cihan Gürpınar                 | Protagonista     |
| 2017      | Kayıt Dışı            | Ali Kemal Ateş                 | Protagonista     |
| 2019      | Vurgun                | Kemal Vardar                   | Protagonista     |
| 2020      | Gel Dese Aşk          | Murat                          | Protagonista     |
| 2021      | La Habitación Roja    | Sadi Mertoğlu (Delikanlı Sadi) | Actor de reparto |
| 2021      | Mi hogar, mi destino  | Delikanlı Sadi                 | Actor de reparto |
| 2021      | Sana Söz              | Ömer Duran                     | Protagonista     |
| 2022      | La Habitación Roja    | Delikanlı Sadi                 | Actor de reparto |

### Cine
| Año  | Título                | Personaje             | Nota(s)          |
| ---- | --------------------- | --------------------- | ---------------- |
| 1990 | Alman Avrat'ın Bacısı |                       |                  |
| 2009 | Gecenin Kanatları     | Cemal                 |                  |
| 2015 | Yeni Dünya            | Mehmet Ali            |                  |
| 2016 | Kolpaçino 3. Devre    | Başkan                |                  |
| 2017 | Ayla                  | Comandante İskenderun | Actor de reparto |
| 2018 | Deliler               | Vlad Tepes            |                  |
| 2019 | Kapan                 | Süleyman              | Protagonista     |
| 2021 | 15/07 Şafak Vakti     |                       |                  |

### Teatro
| Año  | Obra                             | Escritor              | Teatro                       |
| ---- | -------------------------------- | --------------------- | ---------------------------- |
| 1993 | Mitos Güzeli                     | Coşkun Irmak          | Teatro Estatal de Diyarbakir |
| 1993 | Sokak Kedisi Marilu              | Yeşim Dorman          | Teatro Estatal de Diyarbakir |
| 1994 | Korku (oyun)                     | Orhan Asena           | Teatro Estatal de Diyarbakir |
| 1996 | Kanlı Düğün                      | Federico Garcia Lorca | Teatro Estatal de Diyarbakir |
| 1997 | Düdükçülerle Fırçacıların Savaşı | Aziz Nesin            | Teatro Estatal de Diyarbakir |
| 2001 | Deli Dumrul                      | Güngör Dilmen         | Teatro Estatal de Diyarbakir |

## Premios y nominaciones
| Año  | Premios                      | Categoría   | Trabajo | Resultado | Ref. |
| ---- | ---------------------------- | ----------- | ------- | --------- | ---- |
| 2005 | Beyaz İnci Television Awards | Mejor actor | Köpek   | Nominado  |      |